# Bonnie Raitt
Bonnie Lynn Raitt (ur. 8 listopada 1949 w Burbank) – amerykańska piosenkarka, autorka tekstów, muzyk i aktywistka społeczna, przedstawicielka blues rocka i współczesnego popu.
Bonnie Raitt debiutowała w końcu lat sześćdziesiątych XX w. śpiewając folk rock z silnymi wpływami bluesa. Raitt była swoistym fenomenem na zdominowanej przez mężczyzn scenie blues rocka. Mimo tego, a może właśnie dzięki temu, zdołała się wybić osiągając status gwiazdy kultowej. 
Raitt śpiewała swym nieco skrzeczącym głosem przy akompaniamencie gitary. Okres największej popularności artystki przypadł na lata siedemdziesiąte. W latach osiemdziesiątych kariera jej się załamała. Dopiero album Nick of Time, nagrany w 1989, przywrócił jej status gwiazdy, lecz już w innym gatunku muzyki. Bonnie Raitt powróciła na sceny z nowym popowym repertuarem, kierowanym w stronę dojrzałego odbiorcy. Nawet jednak w tym okresie Raitt nie do końca zrezygnowała ze swych bluesowych ciągot, i wpływ tej muzyki wyraźnie daje się zauważyć nawet w jej najnowszych produkcjach. Największym przebojem Bonnie Raitt był Something to Talk About. W 1990 jej album Nick of Time otrzymał Nagrodę Grammy.
W 2000 Bonnie Raitt została wprowadzona do Rock and Roll Hall of Fame.

## Dyskografia
- 1971 Bonnie Raitt
- 1972 Give It Up
- 1972 Sigma Sound Studios 72
- 1973 Takin' My Time
- 1973 Sofa Blues [With Little Feat]
- 1974 Streetlights
- 1975 Home Plate
- 1977 Sweet Forgiveness
- 1979 The Glow
- 1982 Green Light
- 1986 Nine Lives
- 1989 Nick of Time
- 1991 Luck of the Draw
- 1994 Longing in Their Hearts
- 1995 Road Tested [live]
- 1998 Fundamental
- 2002 Silver Lining
- 2005 Souls Alike
- 2006 Bonnie Raitt & Friends
- 2012 Slipstream
- 2016 Dig in Deep